# Juventud Uruguaya de Pie
La Juventud Uruguaya de Pie (JUP) fue un movimiento estudiantil uruguayo fundado en 1970 que nucleaba a jóvenes de diversas tendencias políticas, teniendo en común el anticomunismo y un apego a las corrientes políticas tradicionales de Uruguay. Se disolvió en 1974.
Se presentaba como la opción movilizadora y militante para los jóvenes de derecha, que se enfrentaban ante el creciente movimiento del estudiantado de izquierda. Llegó a nuclear a más de diez mil estudiantes secundarios y universitarios de todo el país, traspasando también la brecha generacional.
De ideología originalmente conservadora, el movimiento adoptaría a partir de 1972 un programa de "revolución nacional" similar al de los fascismos de los años 30, de corte militarista, corporativista, antiliberal, panhispanista y nacionalcatólico. A pesar de confiar en las fuerzas armadas para llevar adelante su proyecto, las ideas de la JUP no tuvieron eco en la dictadura cívico-militar instalada al año siguiente, que finalmente la disolvería.

## Historia
El surgimiento de la Juventud Uruguaya de Pie radica en la movilización de miles de jóvenes afines a ideologías de derecha, que se encontraban disconformes con el crecimiento del los movimientos estudiantiles de izquierda, sumado a la aparición de grupos guerrilleros, como los Tupamaros.
Por lo tanto, estos jóvenes reunían una visión anticomunista y un apego a las corrientes tradicionales de Uruguay. No obstante, este movimiento no se limitó únicamente a jóvenes, sino que abarcó varias generaciones.
Su existencia fue breve pues surgió en 1970 y se disolvió en 1974, cuando ya se había instaurado la dictadura cívico-militar (1973-1985). Entre sus miembros estuvieron Daniel García Pintos y Wilson Craviotto.

### Inicios y auge
La JUP nació originalmente en Salto bajo el nombre de Juventud Salteña de Pie. El movimiento había sido fundado con la intención de secundar los varios actos organizados por el gobierno y varias asociaciones civiles en desagravio al pabellón nacional el 18 de julio de 1969, luego de que militantes estudiantiles de las universidades de Montevideo izaran banderas de Cuba y Vietnam del Norte en los centros educativos ante el anuncio de la visita de Nelson Rockefeller al país como enviado del presidente Richard Nixon. La JSP fue uno de los varios movimientos anticomunistas autodenominados "demócratas" que, a partir de 1968, se habían movilizado contra una percibida "penetración comunista en la enseñanza" y habían realizado actos de notoriedad pública, tales como la toma de un liceo en Bella Unión o la junta de firmas para deponer profesores "por no profesar ideales democrático-republicanos". De notable apoyo en las localidades del interior, varios miembros de los movimientos regionales luego se plegarían a la JUP en cuanto la misma fuera elevada a nivel nacional.
Gradualmente, el movimiento juvenil "de pie" comenzó a desarrollarse a nivel de toda la derecha uruguaya. Desde Salto, la JSP promovió la creación de las "Juventudes de Pie del Norte del Río Negro" como una organización para militar a favor de la creación de una universidad pública para el interior, llamada "Universidad del Norte", que funcionaría de forma autónoma respecto de la UdelaR ya que, al decir de un delegado de Paysandú, "la patria reclama técnicos y trabajadores, no guerrilleros que egresan de las aulas capitalinas". La Juventud Uruguaya de Pie tuvo su congreso fundacional siete meses más tarde en 1970, en Salto, donde posteriormente contó con la adhesión de otras organizaciones tales como el Movimiento Patriótico Salteño. Tras la fundación del Frente Amplio a inicios del año siguiente y la creación a modo de oposición de numerosos "comités patrióticos" o "demócratas" de derecha radical, la JUP llamó a formar "el 'Frente Amplio', pero el de los patriotas, el de los auténticos orientales", y llegó incluso a realizar ataques violentos contra su caravana electoral en noviembre de 1971.

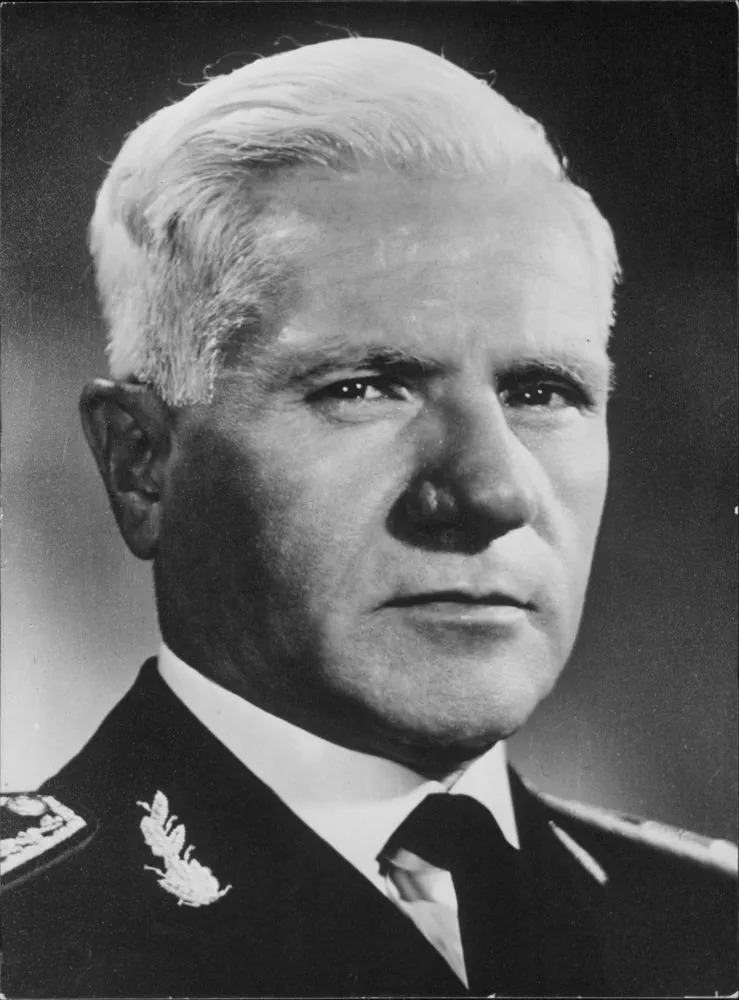
Juan Pedro Ribas, general del Ejército Uruguayo y ministro de Defensa en los años 50, quien prestaría apoyo a la JUP desde su rol político.

La convergencia de varios movimientos anticomunistas que llevó a la fundación de la JUP en 1970 contó con el apoyo de Hugo Manini Ríos quien, como director de la Edición del Interior del diario La Mañana, habían visto con entusiasmo la idea de crear una organización juvenil de derecha a nivel nacional y cedería una página oficial de su periódico a los militantes jupistas. Manini asumiría posteriormente el rol de coordinador nacional del movimiento. También fue relevante el espacio dado a la organización en los programas ruralistas de Radio Rural y el apoyo de numerosos periódicos del interior, además de El País de Montevideo. Varios políticos de derecha que habían visto reducida su influencia en el ámbito partidario, tales como Alberto Gallinal o Eduardo J. Corso, se mostrarían favorables a la JUP y tomarían parte en sus actos.
La participación de tales figuras ayudó a legitimar rápidamente a la JUP en los círculos conservadores, en los que se presentaba como el grupo de "jóvenes sanos y no contaminados" que resistían al avance del comunismo en sus generaciones etarias. El movimiento se organizó alrededor de autoridades nacionales, departamentales y de base, además de un consejo federal que celebraba congresos y reuniones frecuentemente. Además de una amplia campaña de acción estudiantil y en medios de comunicación, entre julio de 1969 y setiembre de 1974 se han contabilizado unos 97 actos a lo largo del país con la participación de algún movimiento juvenil identificado como "de pie". Tales actos mantenían una impronta tradicional y eran comúnmente celebrados en las plazas principales de las localidades del interior, donde los militantes desfilaban con banderas cantando el himno del movimiento, acompañados usualmente por caravanas de tractores o caballos, realizaban ofrendas florales en monumentos patrióticos y pronunciaban discursos desde estrados improvisados, donde cantaban el himno nacional a modo de marcha militar. Las banderas utilizadas en los actos solían ser bendecidas por los párrocos locales,ya que la JUP logró acercarse a los sectores conservadores de la Iglesia católica que habían rechazado los postulados de la Conferencia de Medellín y contó con la participación de numerosos clérigos en las actividades mencionadas.

### Giro ideológico a la extrema derecha
Si bien en sus orígenes el grupo se centraba en demandas de carácter estudiantil, poco a poco comenzó a desarrollar un proyecto para solucionar la "crisis nacional" en todos los ámbitos. Además de presionar por la creación de la Universidad del Norte, la JUP apoyó la intervención a la enseñanza media en 1970 y, luego del fin de la misma por órdenes parlamentarias al año siguiente, señaló oficialmente que "Todo el gobierno ha entregado la Educación Secundaria al control comunista. Todos nos damos cuenta. Es la verdad". Luego de la intervención gubernamental de la Universidad de la República durante la dictadura cívico-militar, la JUP reaccionó con entusiasmo a "la medida más trascendente de los últimos años [...] más importante que la clausura del Parlamento [...] más eficaz que la disolución de la CNT [...] el paso previo a todo el programa de la reconstrucción nacional".

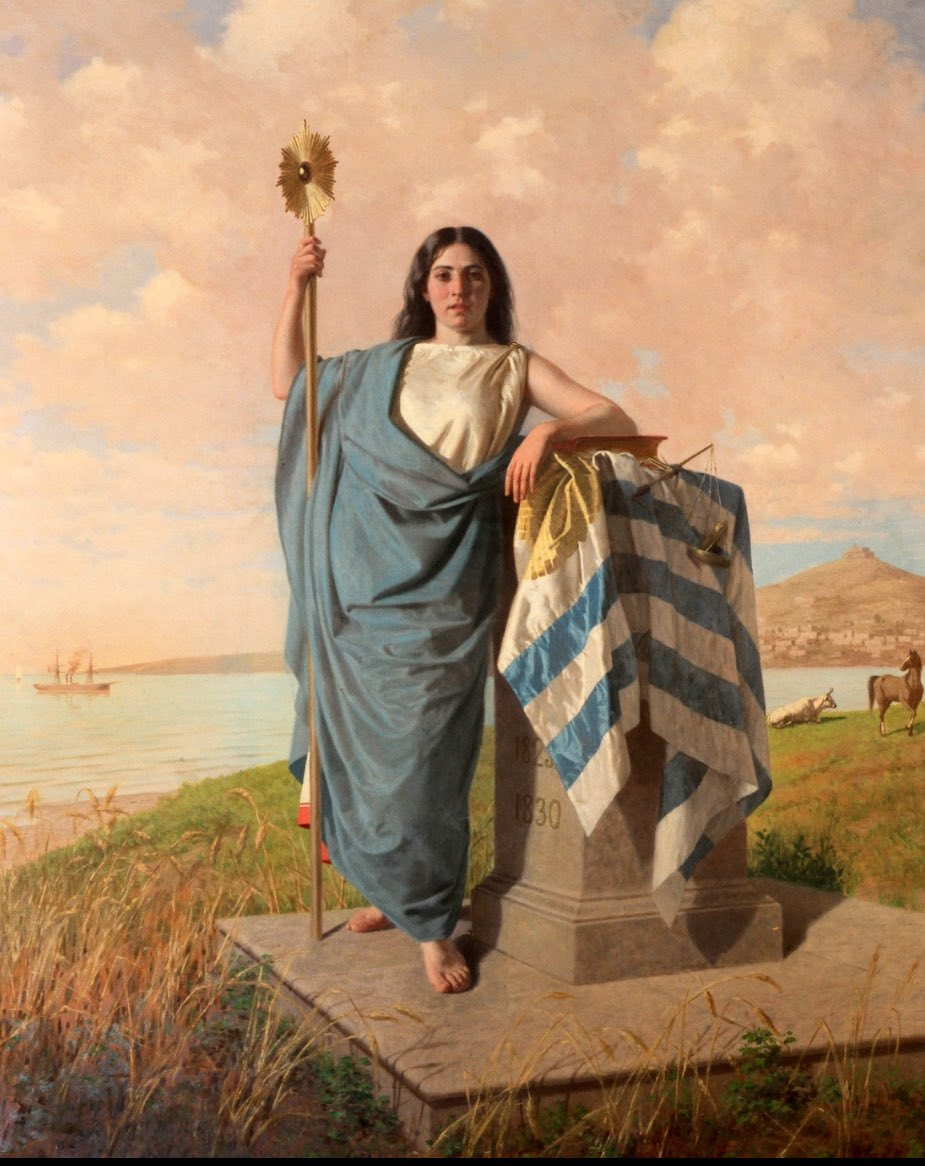
El Altar de la Patria, alegoría del Uruguay por Juan Manuel Blanes.

El concepto de reconstrucción nacional sería clave en la ideología de la JUP durante su progresiva radicalización. Aún habiendo promovido la victoria de uno de los partidos tradicionales en las elecciones generales de 1971,el movimiento rápidamente asumió una retórica golpista y manifestó abiertamente su simpatía ante un golpe militar a partir del año siguiente. Luego de los sucesos de febrero de 1973, citando una frase atribuida a Oswald Spengler que nunca dijo, la JUP proclamó que "siempre es a último momento un pelotón de soldados el que salva la civilización", y semanas antes del golpe de Estado en junio, que "el ejército nacional no puede retroceder".

Inicialmente de corte liberal-conservador, el movimiento comenzó gradualmente a abrazar un discurso de carácter mesiánico y a simpatizar por las ideas del falangismo español. Con la premisa de que "la juventud no nació para la vida fácil...sino para el heroísmo", la JUP llamaba a "constituir grupos, peñas de patriotas, que comulguen con el Altar de la Patria, por la salvación de ella y de todo lo nuestro". A partir de la segunda mitad de 1972, la organización adoptó un discurso abiertamente de extrema derecha, llamando a la "Revolución Nacional" para establecer un "nuevo orden". Influido por el sinarquismo mexicano y el fascismo europeo, el movimiento comenzó a denunciar la existencia de una conspiración judeo-masónico-comunista aliada al capital transnacional y a criticar el "fracaso, y hasta la complacencia" de occidente en la lucha contra el comunismo. Una publicación jupista afirmaba a fines de 1973:
Yo deseo para esa juventud estudio, trabajo y deber; muchas camisas azules y la "cara al sol" saludando a su bandera nacional.

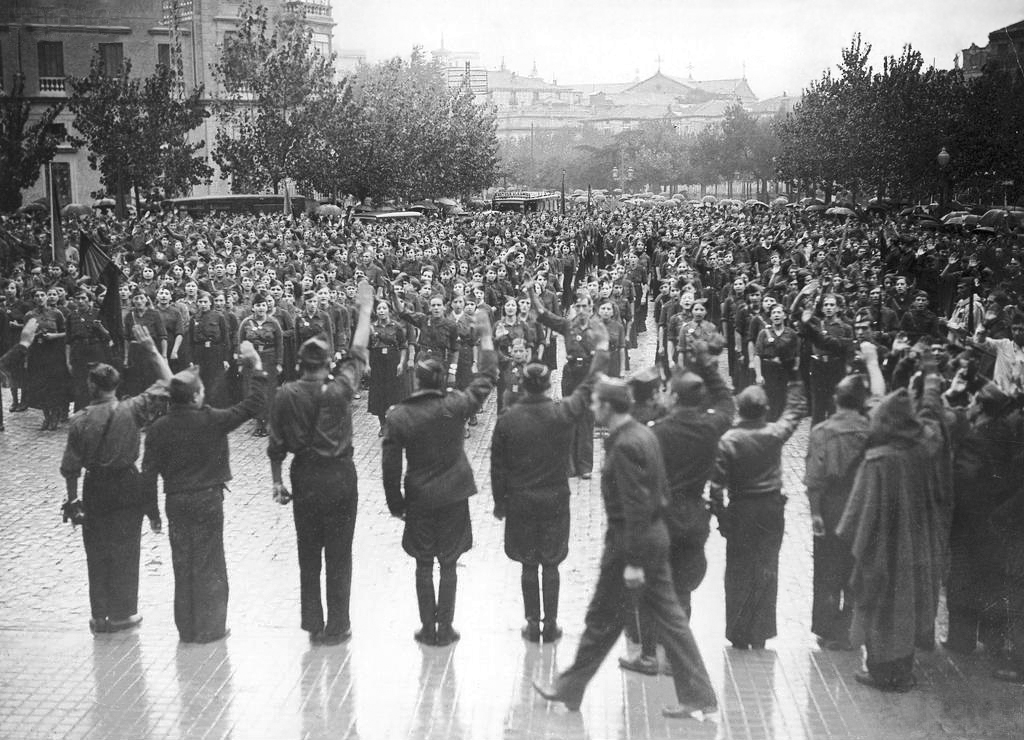
Camisas azules falangistas realizando el saludo romano frente a la Basílica de Nuestra Señora del Pilar en Zaragoza.

La JUP adoptaría un carácter marcadamente violento para combatir contra los movimientos de izquierda, imagen que ha mantenido en el imaginario popular a día de hoy. Su carácter antiliberal y antiparlamentario la llevaría a confluir con el discurso golpista de la dictadura cívico-militar de 1973. En su lucha contra los "traidores" y "apátridas", la JUP inspiraría a varios otros movimientos de extrema derecha que realizarían actividades violentas en el mismo contexto, tal como el grupo estudiantil "Siempre Bauzá", notable por sus intervenciones armadas en liceos públicos. A pesar de invocar la "virilidad" de sus militantes que darían "hasta la última gota de su sangre", la amplia mayoría de los atentados o eventos violentos en los que se involucraría el movimiento serían de carácter anónimo.

### Disolución
La JUP se autodisolvió a fines de 1974, luego de que su semanario Nuevo Amanecer fuera clausurado por segunda vez por parte del gobierno. De todos modos, se ha señalado que el movimiento veía como cumplido la mayoría de su programa a corto plazo con el castigo de los políticos por medio del golpe, la militarización del Estado, la intervención universitaria y la ilegalización de los movimientos de izquierda, tanto a nivel sindical-gremial como político. Exdirigentes del grupo afirmarían más tarde que la disolución del movimiento se había dado a instancias del general Esteban Cristi, quien los había citado poco antes para exhortarlos a poner un fin a la organización. Además de en su semanario, la JUP ya había sido sancionada en su espacio en Radio Rural, en línea con la política de Estado orientada a abolir cualquier tipo de militancia política, independientemente de su ideología.

## Simbología
La bandera de la JUP tenía la mitad roja y la otra mitad blanca que representaba a las fuerzas políticas tradicionales del país (colorados y blancos). Esta elección fue porque el movimiento buscaba manifestarse en contra de los movimientos radicalizados de izquierda y al mismo tiempo reafirmar su convicción por preservar los valores tradicionales del país.